# 嘉湖新北江商場

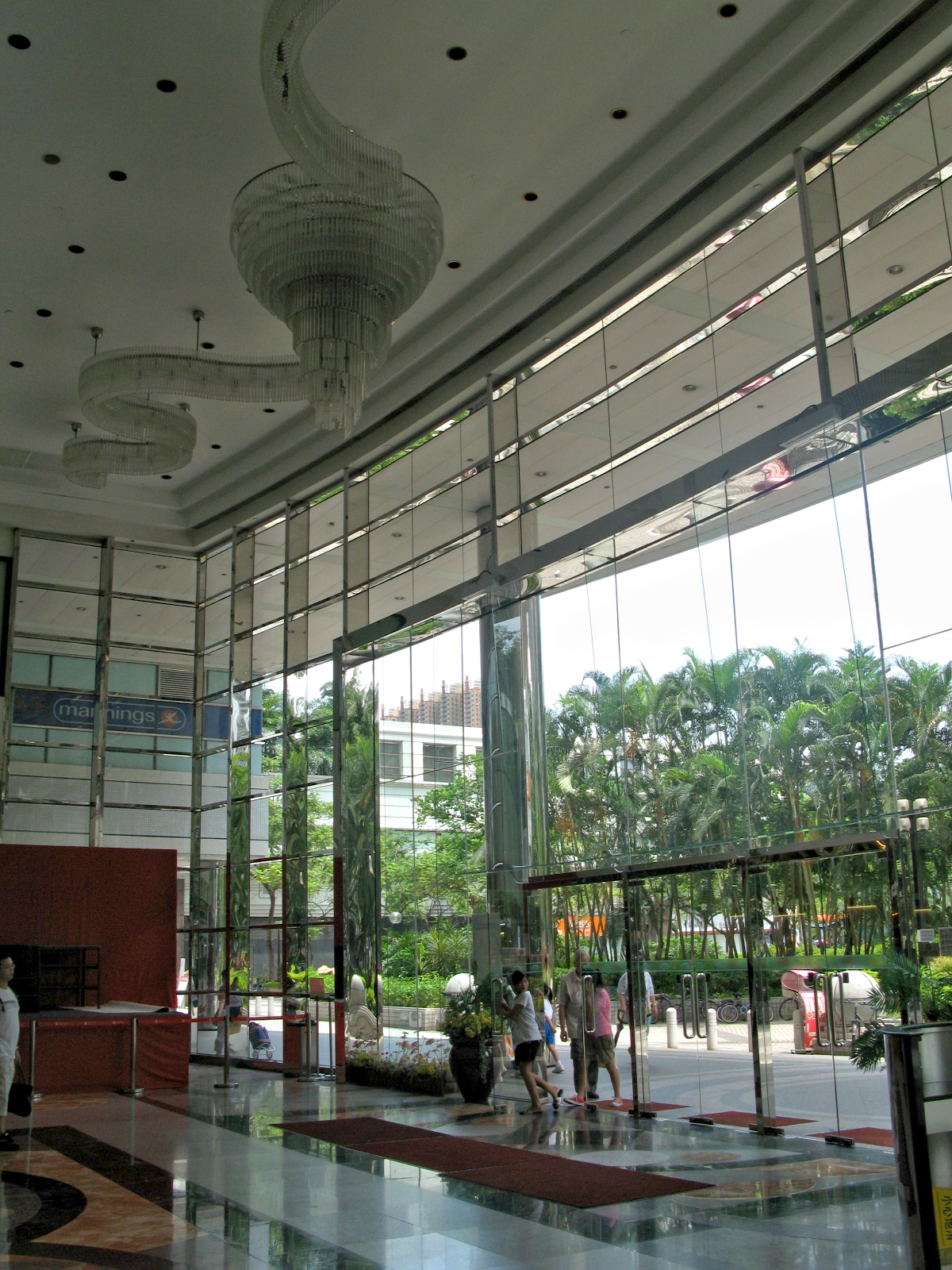
一期商場入口大堂天花板曾裝設水晶燈，唯到2014年起業主加設多間永久性商舖後，水晶燈已被拆卸

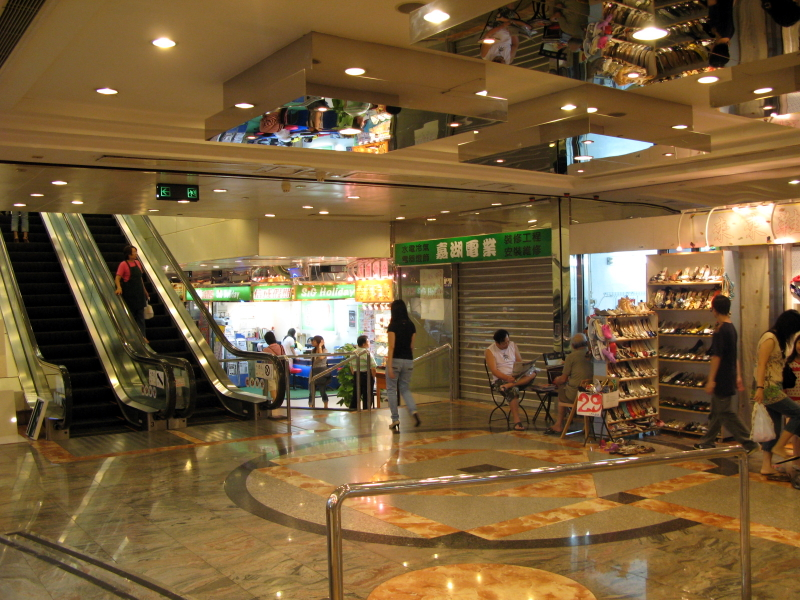
一期商場地下尚未改建的通道

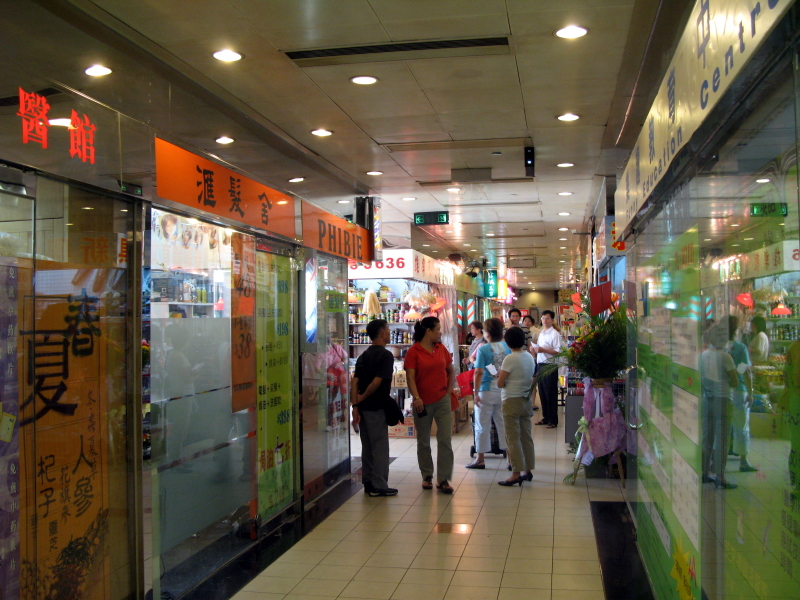
一期商場地下尚未改建的通道

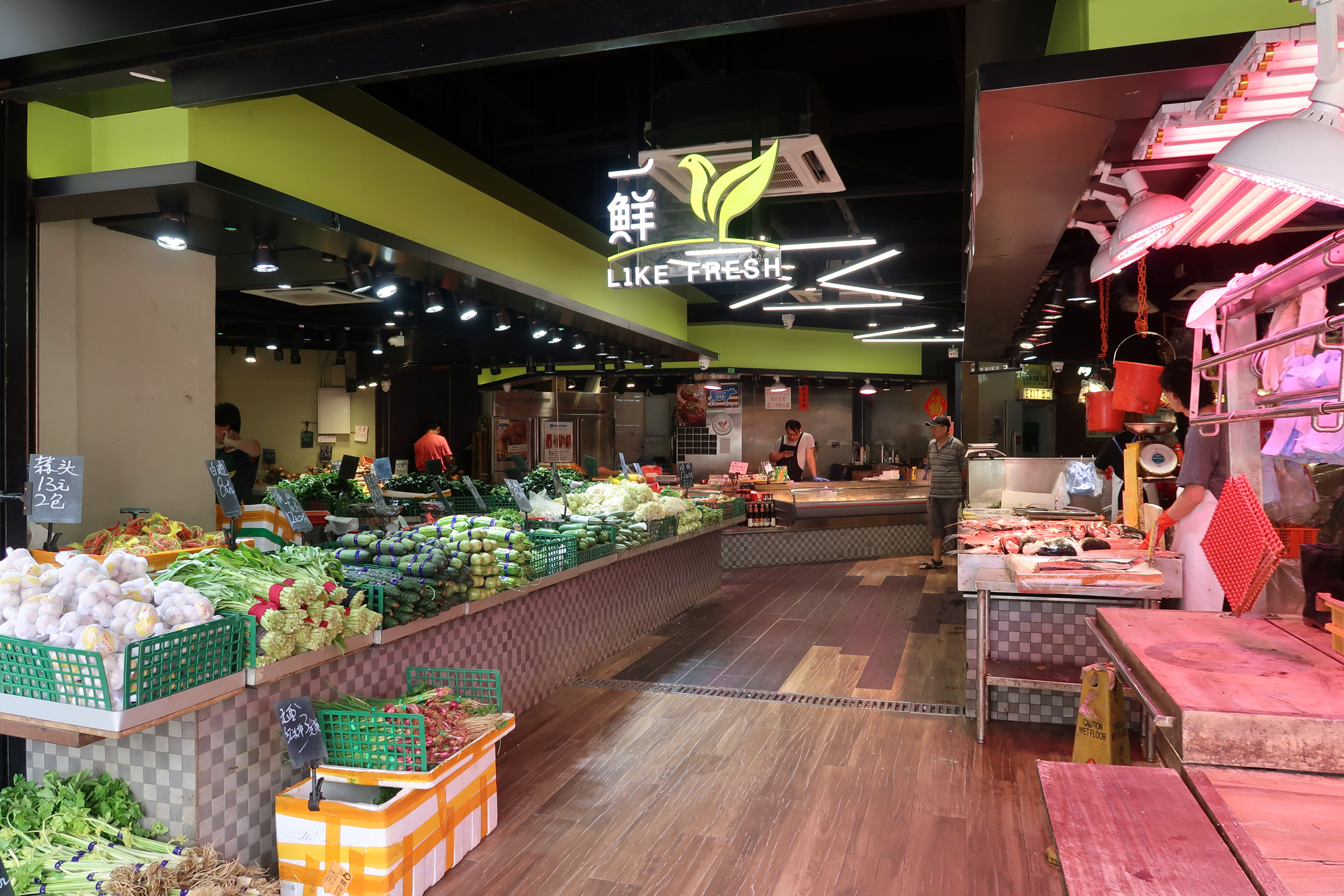
二期商場地下，新綠茵餐廳在2017年結業後改為「一鮮」街市

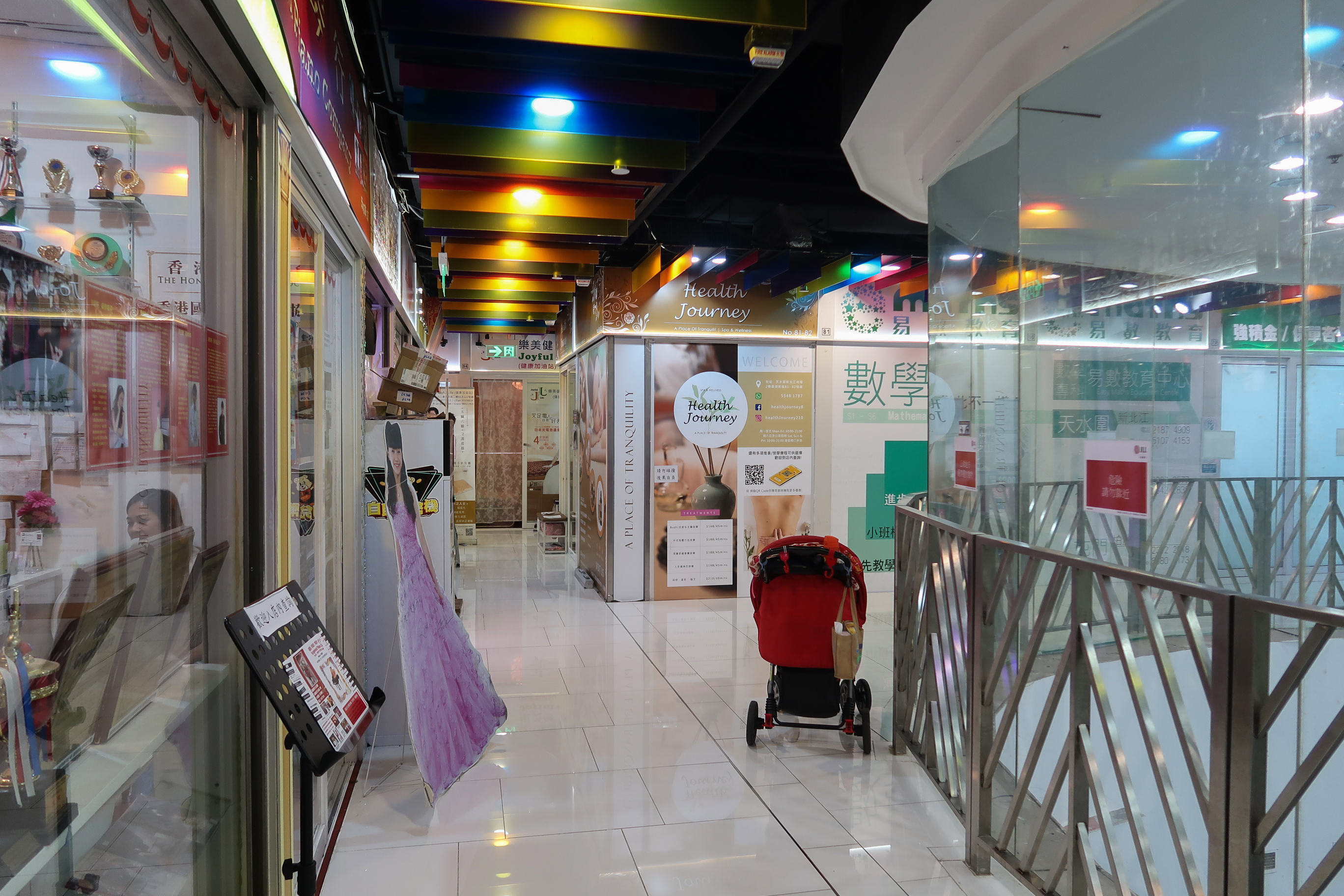
一期商場二樓劏場「嘉湖新城」

嘉湖新北江商場（英語：Kingswood Richly Plaza）（前名：嘉湖山莊商場）是位於香港新界元朗區天水圍新市鎮的一個商場，毗鄰嘉湖山莊第一期樂湖居及輕鐵樂湖站，也是新市鎮內最舊的商場之一，於1992年落成，商場由劉榮廣伍振民建築師事務所設計，由長江實業興建。
商場共有兩座（第一期及第二期），每座商場設有兩層，兩座商場由一樓的一條密封式天橋接連。鄰近輕鐵樂湖站的一期商場二樓（P樓）為嘉湖會所，住客只能透過一期商場升降機前往；鄰近天水圍消防局的二期商場部分地下為交通交匯處，早期設往返荃灣站的城巴路線及往返嘉湖銀座的城巴免費路線但現已取消，現時仍保留往返天水圍嘉湖山莊的居民穿梭小巴免費路線，二期商場距離天水圍站約15分鐘步程，二期商場於一樓設有蓋天橋前往天耀廣場。
1992年，嘉湖山莊商場最初由長江實業管理，不久八佰伴董事長和田一夫向長江實業購入嘉湖山莊商場。1993年4月，新北江集團以1億8600餘元向八佰伴董事長和田一夫購入嘉湖山莊商場約43,378平方呎樓面而名噪一時，商場亦因此改名為嘉湖新北江商場，一期商場部份一樓（由天橋至扶手電梯位置）曾為商場最大租戶、全港面積最小的八佰伴百貨公司天水圍分店，佔4,200平方米，1997年10月結業。新北江集團在八佰伴百貨公司結業後陸續將舖位在市場分拆出售。

## 商場發展變遷

### 1992年：嘉湖山莊商場
嘉湖山莊商場跟隨嘉湖山莊第一期樂湖居住宅部份一樣，於1992年落成，當年通道及店面規劃以大面積商店為主，通道亦較寬闊，不過商場一直處於空置狀態。當時的八佰伴董事長和田一夫當時看好前景，向長江實業購入整個商場，不過商場招租反應冷清。

### 1993年至1997年：八佰伴時期
八佰伴董事長和田一夫於1993年4月將整個商場賣掉，由投資者尹柏權持有的新北江公司購入大量舖位，成為大業主，並將原有的通道及店面重新規劃，分拆為多個小舖位，商場亦更名為嘉湖新北江商場。當時天水圍新市鎮只有嘉湖山莊樂湖居及天耀邨，因此商場內的大部份店舖均是方便附近居民為主，主要店舖包括百佳超級市場、萬寧藥房、匯豐銀行、便利店、多間連鎖式快餐店、茶餐廳及中式酒樓等。因當年嘉湖山莊發展仍處於起步階段，因此商場內進駐不少地產代理。到了1993年，八佰伴向新北江公司承租一期商場部份一樓開設4,200平方米的八佰伴百貨公司天水圍分店。八佰伴董事長和田一夫於1992年也向長江實業購入九龍藍田匯景廣場整個商場並於商場四至五樓開設八佰伴百貨公司藍田分店，但他於1993年只賣掉匯景廣場一至三樓，八佰伴百貨公司藍田分店仍為八佰伴自家物業，相反他於1993年賣掉整個嘉湖山莊商場﹐因此八佰伴百貨公司天水圍分店為八佰伴向新北江公司租用。八佰伴百貨公司天水圍分店內售賣時裝、電器及家居用品，雖然佔4,200平方米為商場最大租戶，但為全港面積最小的八佰伴百貨公司，即使如此，天水圍居民無需前往元朗及屯門一帶消費。隨着天水圍新市鎮的人口逐漸上升，商場人流漸多。但由於八佰伴擴展過速，加上1997年亞洲金融風暴的影響，及日本泡沫經濟爆破後的調整等多項因素影響下，全線八佰伴百貨公司最終在1997年10月結業。

### 1998年至2006年：衰落時期
一期商場一樓八佰伴百貨公司結業後，八佰伴舊址分間成117個小鋪位，由SamBestLtd.持有，大型租戶包括必勝客、萬寧、日本城、冒險樂園、酒樓。另一方面，新北江集團將整個商場放盤拆售，最後交給小型投資者方培智管理商場，其中磁帶大王陳秉志於1997年以9500萬元向新北江集團購入二期商場約2萬平方呎面積二樓全層。投資者於1999年重新規劃商場1樓八佰伴原址，雖然使店舖的數目增加，但引致商場通道變得狹窄，商場管理質素欠佳。同年，天水圍新市鎮一座大型新商場嘉湖銀座正式落成，令不少原本在新北江商場的店舖遷至嘉湖銀座，不過，新北江商場鄰近嘉湖山莊及多個屋邨，人流較嘉湖銀座多。新北江商場店舖只好開始租予雜貨店和食店，環境變得擠迫，引致衛生情況漸趨惡化。至2000年，新北江集團以4,000萬元售出天水圍新北江商場4個相連舖位，以呎價約8000元由資深投資者郭木財承接，面積合共5,000方呎。商場內原有的連鎖店分拆為多間小商店，大多售賣盜版遊戲、廉價服飾及大牌檔。
於2004年，商場部份範圍再次放盤拆售，由中原地產負責管理商場。拆售完成後，將地下店舖改裝為街市及多間診所。一期商場一樓酒樓結業後分拆百多間劏舖出售並命名為「原宿地帶」。商場的形象大不如前，舖位業權分散情況更嚴重。天水圍居民更直指商場的環境比區內的屋邨商場更糟糕。同年，二期商場由八佰伴時期已營業的二樓酒樓及遊戲機中心結業後由業主磁帶大王陳秉志放盤拆售，由美聯物業負責規劃，命名為「竹下通地帶」，由於租金昂貴，大多舖位空置。此外，據商場租戶指，由於商場租金比區內的屋邨商場昂貴，因此商場容許店舖每一個月簽約，為部份小商店乘機進行不良的銷售行動。

### 現今：劏舖時期
目前，嘉湖新北江商場是天水圍區內少數不屬領展旗下的購物商場之一，商舗主要售賣廉價貨品。然而，商場內的通道十分狹窄、並且放滿雜物，部分食店的環境衛生堪憂。商場的品流複雜亦造成區內的青少年及童黨問題。到了2012年，在欠缺監管下，業主更在入口通道範圍設置多個檔攤，使場內的通道更狹窄，形成安全隱憂。
2011年6月，有業主拆售商場一期部份1樓及部份地下，並推出105個舖位，該範圍命名為「新天地廣場」，累計套現接近6億元。
2014年3月，磁帶大王陳秉志重新拆售商場二期二樓面積2萬平方呎的「竹下通地帶」，並改稱為「嘉湖新城」，提供189個劏舖，面積約50至302平方呎起，唯一連鎖租戶為佔地3,000呎的板長壽司，結業後該巨舖一直丟空至今。
現時，在沒有單一地產發展商作為商場大業主的強烈對比下，嘉湖新北江商場的商品和食品價格便顯得較平民，而且在較少連鎖店進駐情況下商品、食品種類都較領展的商場為多，因此商場對區內街坊而言仍有吸引力，尤其在放學時間、午餐和晚餐時間，售賣街頭小吃、雪糕等店舖和多家餐廳內外都擠滿食客。但是，商場在欠缺監管下，商戶種類欠缺規劃，豬肉檔、乾貨店、食肆、水果店、單剪髮店等混為一體，一層被劏成近250個小舖位；原有大型商戶包括2間酒樓、1間遊戲機中心、冒險樂園、必勝客、板長壽司等先後全數結業，分拆成數百個劏舖，商場走廊非常狹窄。其中，1樓有近40家食肆集中在一條通道旁。連接1期與2期的天橋額外添加數個流動式檔攤，以及於地下3個商場入口空間額外添加數十個檔攤，儼如散貨場，而且商戶和食店長期將商品和桌椅擺放於商場通道，使原已狹窄的商場通道變得更狹窄，商場也再沒有任何休憩空間供顧客長期停留。加上商場空調系統欠佳，在人多擠迫時變得水泄不通。此外，商場吸引不少有意創業人士進駐，但舖租昂貴，因此不少經營不善者短時間內便結業離場，商戶流動性較大。
2020年9月，一期商場地下開業多年的中國銀行結業，原址改為街市。引起區議員和市民關注衛生、阻街、噪音、違泊等問題，認為嚴重影響附近居民的生活環境。

## 商舖概況
目前商場商舖種類繁多，五臟俱全。食肆、電器店、超市、肉類專門店、水果店、髮廊以至醫務診療所等。
一期商場地下：新天地廣場
一期商場一樓：原宿地帶、新天地廣場（前身為八佰伴百貨公司天水圍分店）
二期商場二樓：嘉湖新城（前身為酒樓及遊戲機中心）
主要租戶：
- 百貨店：佳寶凍肉超級市場、「一鮮」街市、日本城、萬寧、百佳、屈臣氏、759阿信屋等
- 便利店：7-11
- 食肆：大快活、譚仔雲南米線、爭鮮，還有其他私人經營食店40多家[9]。
- 其他：零食店、街頭小吃店、手機零件店、髮廊、電訊商門市及多家地產代理（中原地產、美聯物業、利嘉閣等）。

## 相片

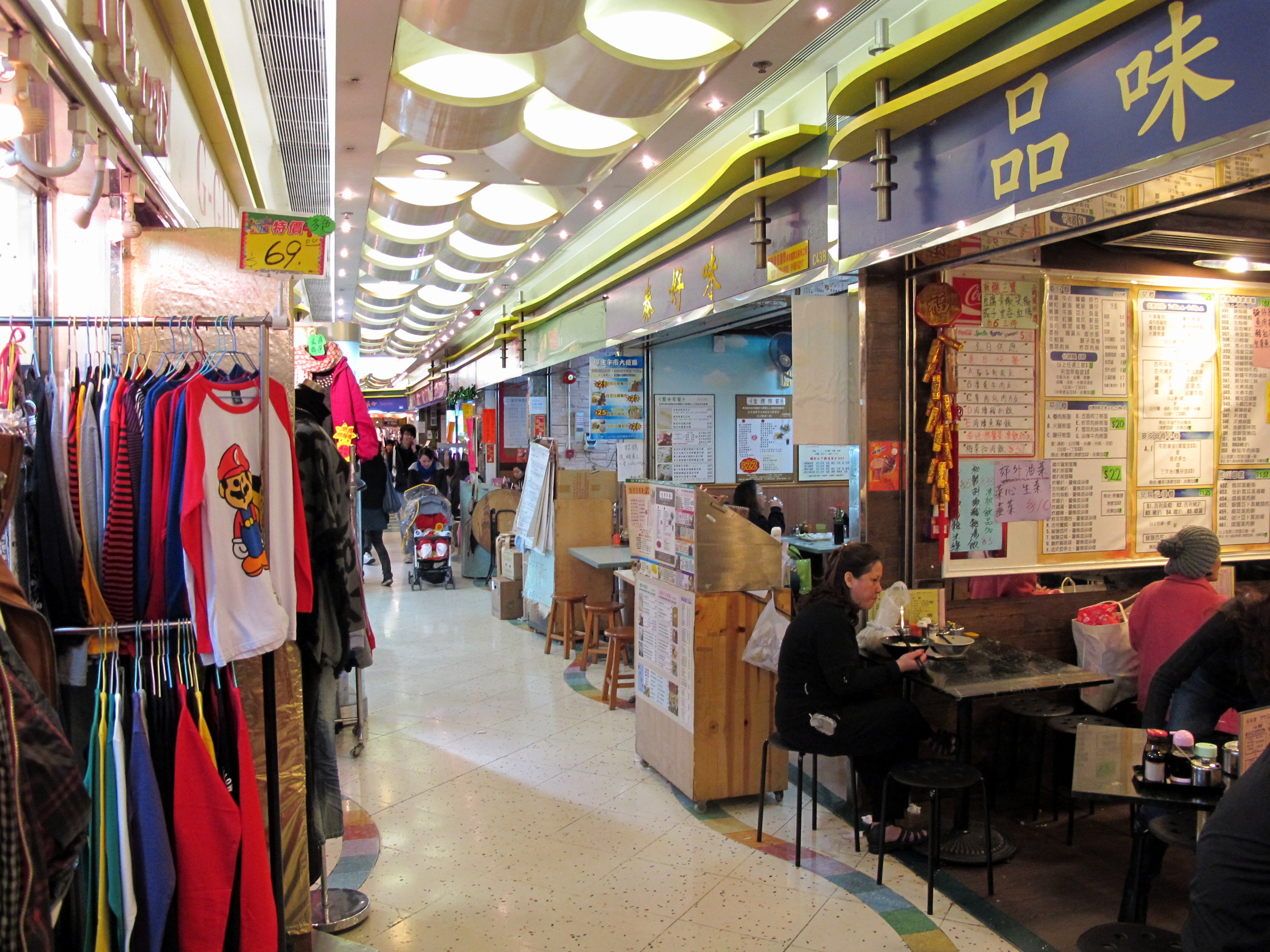
一期商場一樓通道，前身為八佰伴百貨公司
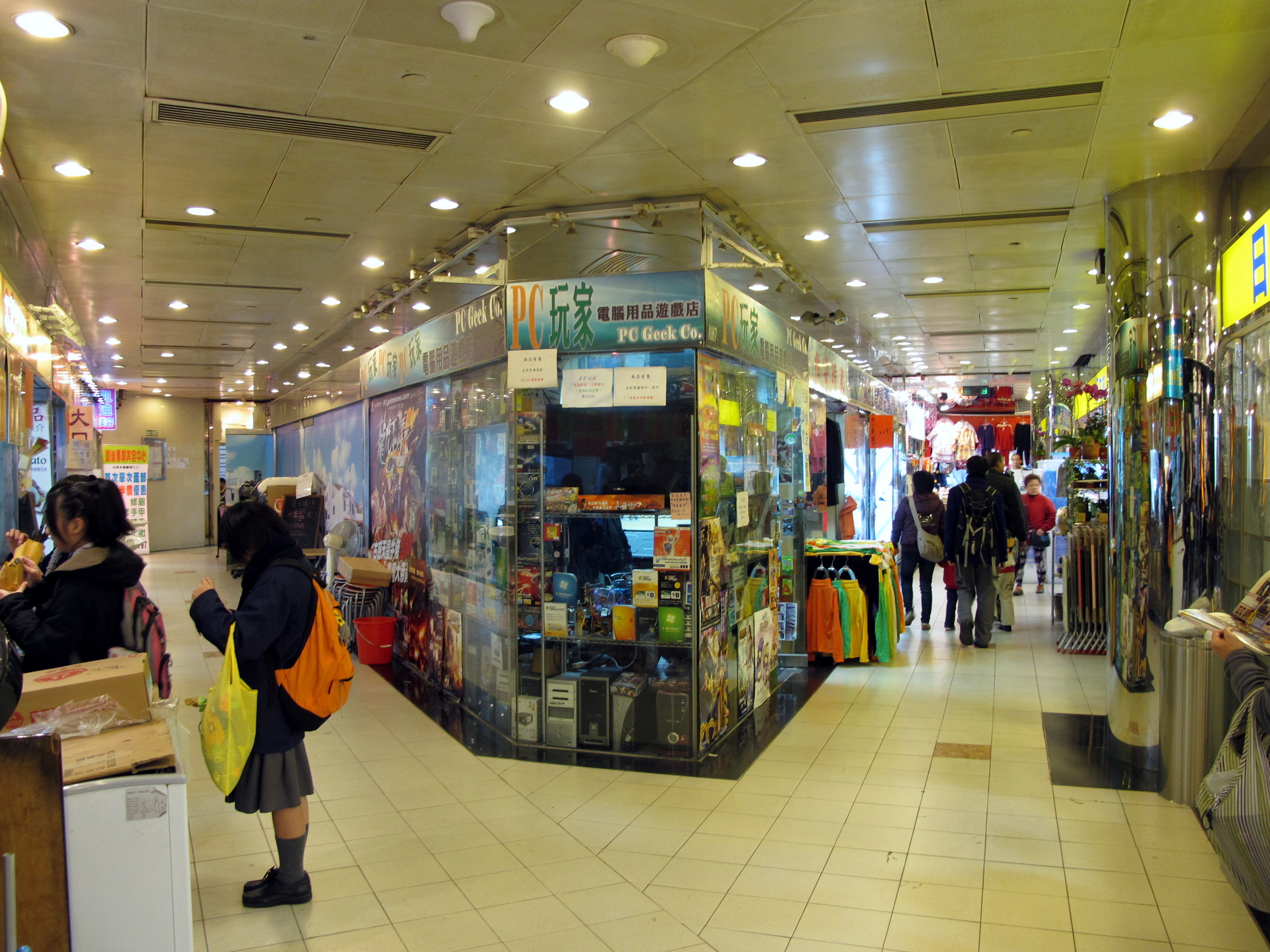
一期商場地下尚未改建的通道
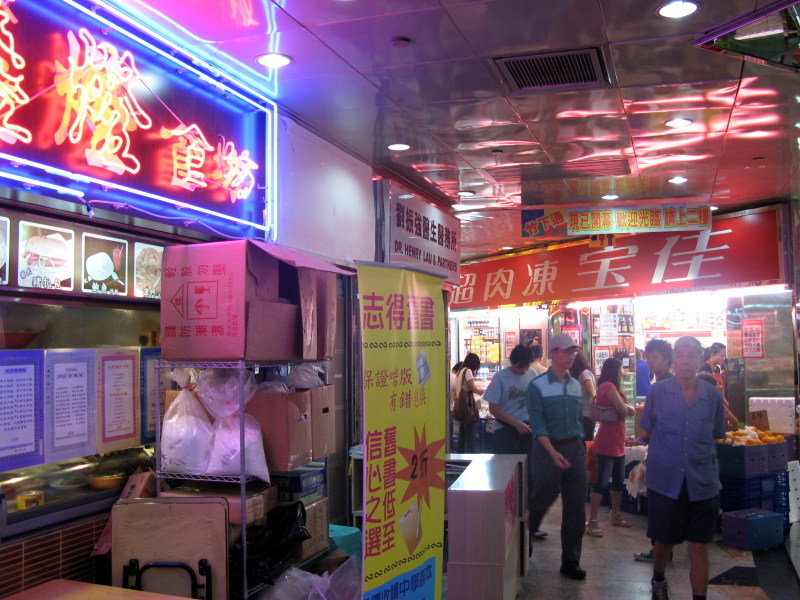
二期商場一樓尚未改建的通道，佳寶凍肉超級市場前身為大家樂
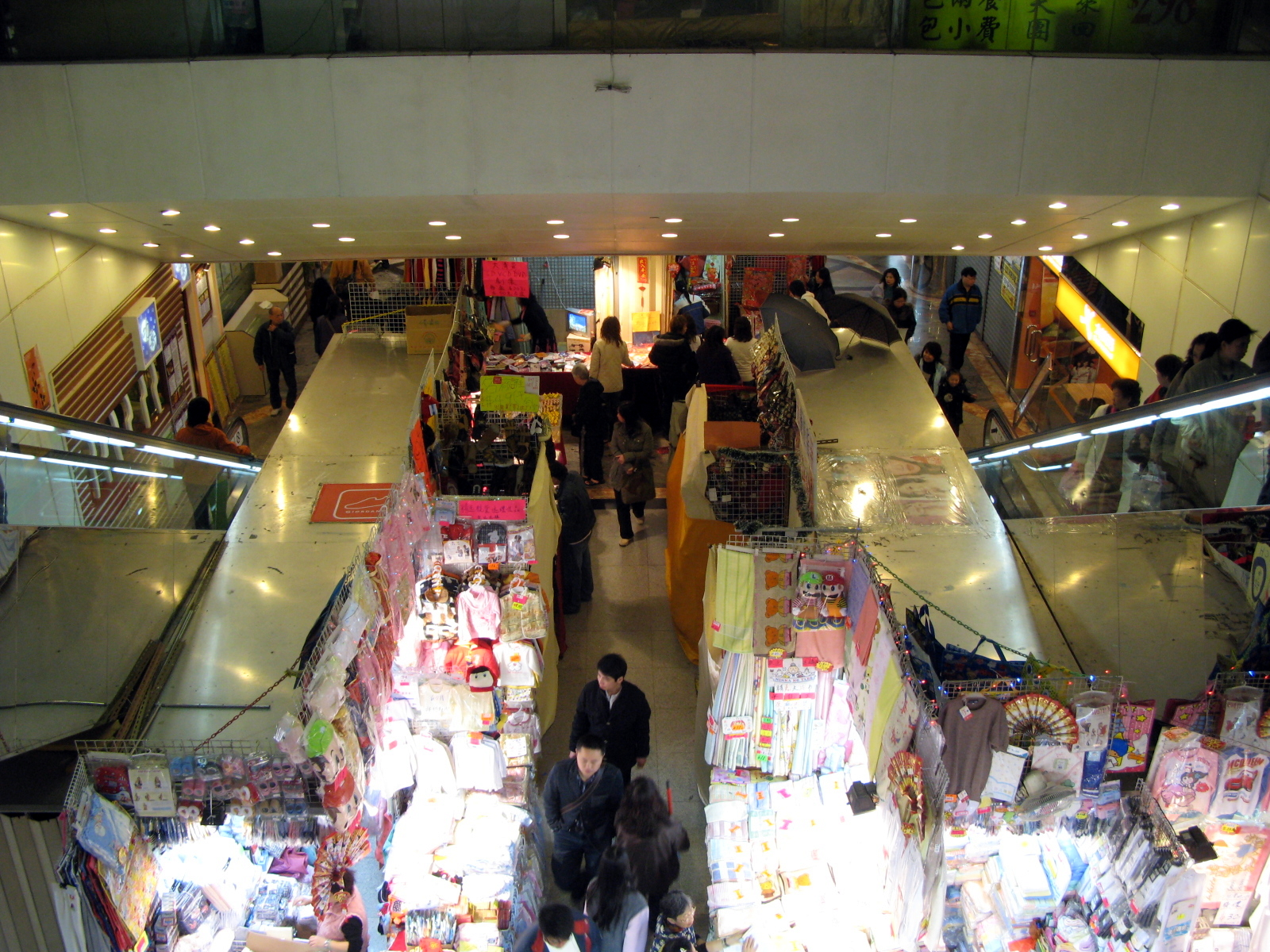
一期商場地下入口通道被劃為多間檔攤
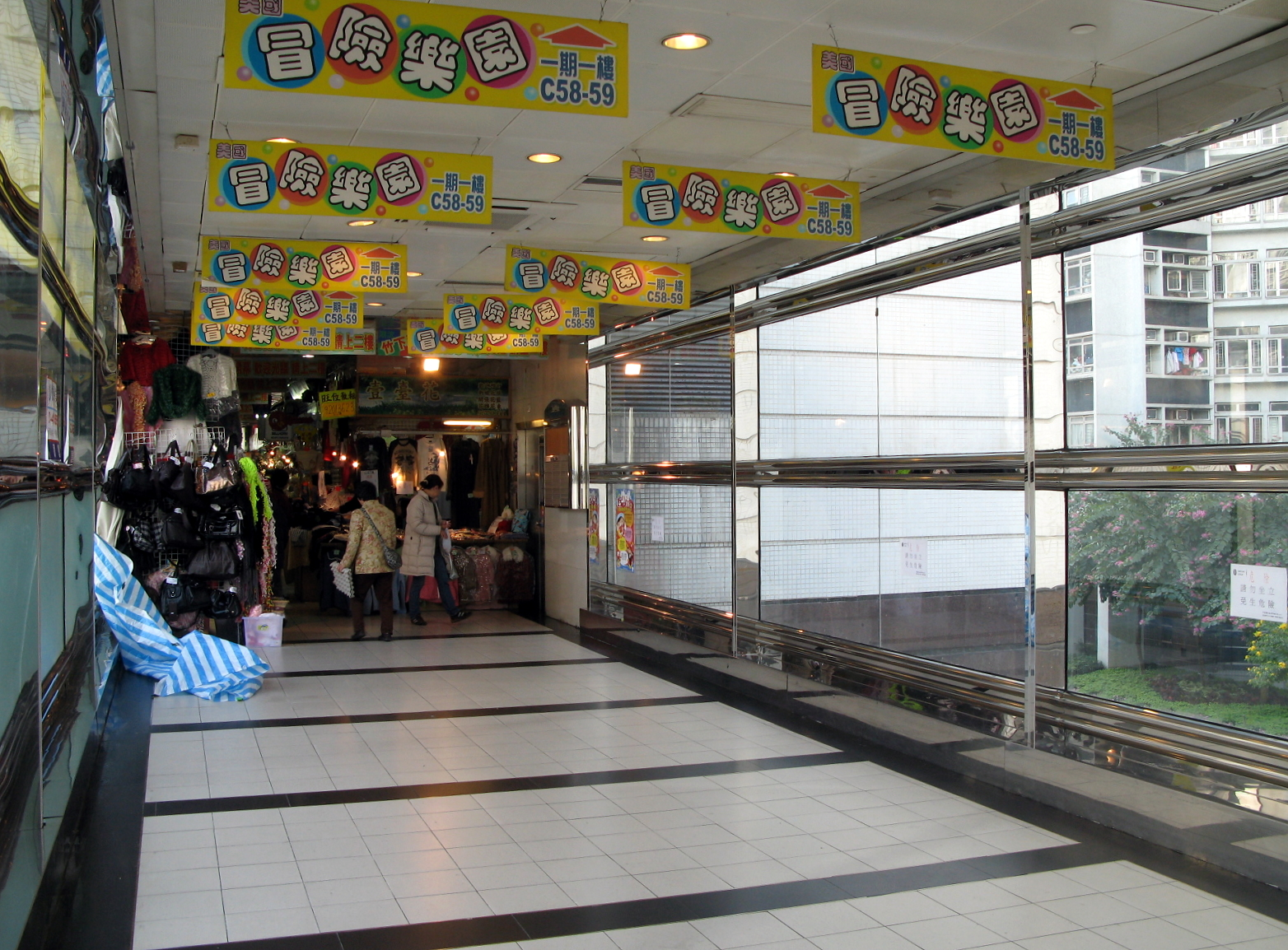
2008年連接一期商場至二期商場的一樓密封式天橋，當時仍未被劃為多間檔攤